# Соколки (Псковская область)
Соколки — деревня в Великолукском районе Псковской области России. Входит в состав сельского поселения «Пореченская волость».
Расположена в 50 км к югу от райцентра Великие Луки.

## Население
Постоянное население по состоянию на 2000 и 2010 год в деревне отсутствовало.

## История
До 2005 года деревня входила в состав ныне упразднённой Урицкой волости.